# Martinus Wilhelm Petri
Martinus Wilhelm Petri, bekend als M.W. Petri (Amersfoort, 7 april 1853 – Utrecht, 10 september 1924) was een Nederlands hoboïst, violist en muziekpedagoog.
Hij was zoon van musicus Wilhelm Petri en Elisabeth Blanken. Broers Henri Petri en Willem Petri waren eveneens musicus. Hijzelf trouwde met Johanna Maria Louize Stöver. Hun dochter Johanna Maria Louise Petri was enige tijd sopraan.
Martinus Petri kreeg zijn opleiding eerst van zijn vader, hoboïst van het Stedelijk Orkest Utrecht en werd vervolgens een van de eerste leerlingen van Richard Hol in Utrecht. Hol was net benoemd tot directeur van een Utrechtse Muziekschool. Na het overlijden van Wilhelm Petri in 1866 nam Hol de jonge Petri onder zijn hoede, Petri betaalde dat terug door de jonge kinderen van Hol muziekles te geven. Andere docenten van Martinus waren Petrus Rudolf Bekker, J.H.C. van Dijk en Cornelis Coenen. Met ondersteuning door Hol werd Petri leraar van de zangklas van die muziekschool. Het succes daarvan onder Petri en Hol leidde uiteindelijk tot de stichting van de Muziekschool van de Maatschappij tot Bevordering der Toonkunst (MtBdT). Hij bleef daar 26 jaar werken, ook als hoboïst in de orkesten van Hol om vervolgens in 1896 zijn eigen muziekschool op te richten, waarvan hij samen met broer Willem Petri directeur werd. Een jonge Willem Mengelberg kreeg les van hem.
Martinus roerde zich met name op bestuurlijk gebied. Hij was hoofdbestuurder van de MtBdT, het Bertha Johansenfonds, Nederlandse Toonkunstenaars Vereniging en het Kunstenaarsfonds van de MtBdT. Verder was hij dirigent van de studentenvereniging Nunc cantus resonet van het muziekschool in Amersfoort alwaar hij ook een zangvereniging leidde. Hij was daarnaast ook privéleraar en voorzitter van de examencommissie van de NTV in Utrecht. In 1909 vestigde hij zich als muziekdirecteur in Amersfoort, maar overleed in Utrecht na een lang ziektebed.
Van zijn hand kwam een aantal inmiddels vergeten composities, waaronder de operettes De Maanbol, De Sinaasappelen van Lazura, Paul en Virginie en uiteraard een aantal werken voor studentenkorpsen die hij leidde, zoals een opleidingswerk voor strijkkwartet.